# Pternopetalum delicatulum
Pternopetalum delicatulum är en flockblommig växtart som först beskrevs av H.Wolff, och fick sitt nu gällande namn av Hand.-mazz. Pternopetalum delicatulum ingår i släktet Pternopetalum och familjen flockblommiga växter. Inga underarter finns listade i Catalogue of Life.